# Магас Роман Володимирович
Рома́н Володи́мирович Ма́гас (17 травня 1991 — 10 жовтня 2018) — солдат Збройних сил України, учасник російсько-української війни.

## Життєпис
Народився 1991 року у селі Баня Лисовицька (Стрийський район, Львівська область). У віці 6 років втратив маму. Закінчив Стрийське ПТУ № 34 — за фахом техніка-будівельника.
У серпні 2014 року добровольцем прийшов до військкомату та підписав контракт на військову службу — у Повітряних силах, солдат, номер обслуги зенітного артилерійського відділення взводу охорони 223-го зенітно-ракетного полку. Неодноразово відряджався до інших з'єднань в зону боїв, в липні 2018-го поїхав у четверте відрядження — до 128-ї бригади, на посаду гранатометника.
10 жовтня 2018 року загинув вранці під час виконання бойового завдання поблизу села Гранітне (Волноваський район) внаслідок підриву на мінно-вибуховому пристрої. Тоді ж підірвався солдат Сергій Дронов, який помер від ран під час евакуації до лікарні.
12 жовтня 2018 року з Романом попрощалися у Львові. 13 жовтня 2018-го похований в селі Баня Лисовицька під звуки духового оркестру, залпи автоматів, у супроводі Державного Гімну України.
Без Романа лишились батько, сестра, дружина та дитина.

## Нагороди та вшанування
- указом Президента України № 26/2019 від 31 січня 2019 року «за особисту мужність і самовіддані дії, виявлені у захисті державного суверенітету та територіальної цілісності України, зразкового виконання військового обов'язку» — нагороджений орденом «За мужність» III ступеня (посмертно)[1]